# آخرین فانتزی
آخرین فانتزی (انگلیسی: Last Fantasy) دومین آلبوم استودیویی خواننده-ترانه‌پرداز کره‌ای، آی‌یو است. این آلبوم در ۲۹ نوامبر ۲۰۱۱ توسط لئون انترتینمنت منتشر و توزیع شد. این آلبوم شامل ۱۳ قطعه از جمله تک‌آهنگ آغازین «تو و من» است.

## موزیک ویدئو
در ۲۸ نوامبر ۲۰۱۱، موزیک ویدئوی «تو و من» از طریق کانال یوتیوب لئون انترتینمنت یک روز پیش از انتشار آلبوم منتشر شد. این موزیک ویدئو (با بازی لی هیون-وو) عناصر فانتزی را نمایش می‌دهد و با داستانی که به خوبی ساخته شده‌است، پیوند داده می‌شود.

## جدول‌ها
| جدول (۲۰۱۱)                | بهترین جایگاه |
| -------------------------- | ------------- |
| آلبوم‌های کره جنوبی (گائون) | ۱             |

| جدول (۲۰۱۱)                | بهترین جایگاه |
| -------------------------- | ------------- |
| آلبوم‌های کره جنوبی (گائون) | ۳             |

| جدول (۲۰۱۱)                | جایگاه |
| -------------------------- | ------ |
| آلبوم‌های کره جنوبی (گائون) | ۱۵     |

## تاریخچه انتشار
| کشور      | تاریخ          | فرمت           | نسخه      | ناشر               |
| --------- | -------------- | -------------- | --------- | ------------------ |
| کره جنوبی | ۲۹ نوامبر ۲۰۱۱ | دانلود دیجیتال | استاندارد | لئون انترتینمنت    |
| کره جنوبی | ۳۰ نوامبر ۲۰۱۱ | سی‌دی           | استاندارد | لئون انترتینمنت    |
| کره جنوبی | ۱ دسامبر ۲۰۱۱  | سی‌دی           | محدود     | لئون انترتینمنت    |
| مختلف     | ۲۹ نوامبر ۲۰۱۱ | دانلود دیجیتال |           | لئون انترتینمنت    |
| ژاپن      | ۳۰ نوامبر ۲۰۱۱ | دانلود دیجیتال |           | ئی‌ام‌آی میوزیک ژاپن |